# Йоанна Геландер
Йоанна Геландер, уродж. Кошик (пол. Joanna Helander; нар. 15 січня 1948, Руда-Шльонська) — польська фотографка, режисерка документального кіно, письменниця й перекладачка. Документалістка повсякденного життя в комуністичній Польщі та авторка кіно- і фотопортретів представників польської культури. Живе і працює в Гетеборзі та Кракові.

## Життєпис
Йоанна Кошик народилась 15 січня 1948 року в місті Руда-Шльонська. Вивчала романські студії в Яґеллонському університеті у Кракові. Брала участь у студентських заворушеннях у березні 1968 року, того ж року була засуджена до десяти місяців ув'язнення за протест проти вторгнення країн Варшавського пакту до Чехословаччини. У в'язниці вона познайомилася з жінками з різним життєвим досвідом. Вона стверджує, що це допомогло їй швидко подорослішати. Після виходу з в'язниці, відсторонена від навчання, вона повернулася до Руди-Шльонської, а в 1971 році емігрувала до Швеції, де долучилася до інтелектуальних та мистецьких кіл. У 1976 році закінчила факультет фотографії в Гетеборзі. Після п'яти років еміграції вона почала постійно повертатися на батьківщину, яка відтепер стане головним джерелом натхнення для її творчості. У 1978 році у Швеції вийшла її перша книга «Кобіта: Книга про жінок у Польщі» — серія фотографій та інтерв'ю з польськими жінками, що показують їхнє повсякденне життя в комуністичній Польщі. У 1983 році вона стала фотографом року у Швеції.

## Сім'я
- Батько — Ґерард Куск
- Матір — Емілія Куск